# Galaktozil-N-acetilglukozaminilgalaktozilglukozil-keramid b-1,6-N-acetilglukozaminiltransferaza
Galaktozil--acetilglukozaminilgalaktozilglukozil-keramid b-1,6--acetilglukozaminiltransferaza (EC 2.4.1.164, uridin difosfoacetilglukozamin-acetillaktozaminid beta1->6-acetilglukozaminiltransferaza, UDP--acetil--glukozamin:-galaktozil-1,4-N-acetil-beta--glukozaminil-1,3-beta-D-galaktozil-1,4-beta-D-glukozilkeramid beta-1,6-N-acetilglukozaminiltransferaza, UDP--acetil--glukozamin:-galaktozil-(1->4)--acetil-beta--glukozaminil-(1->3)-beta--galaktozil-(1->4)-beta--glukozil(1<->1)keramid 6-beta--acetilglukozaminiltransferaza) je enzim sa sistematskim imenom UDP-N-acetil--glukozamin:-galaktozil-(1->4)--acetil-beta--glukozaminil-(1->3)-beta--galaktozil-(1->4)-beta--glukozil-(1<->1)-keramid 6-beta--acetilglukozaminiltransferaza. Ovaj enzim katalizuje sledeću hemijsku reakciju
UDP--acetil--glukozamin + D-galaktozil-(1->4)--acetil-beta--glukozaminil-(1->3)-beta--galaktozil-(1->4)-beta--glukozil-(1<->1)-keramid {\displaystyle \rightleftharpoons } UDP + N-acetil--glukozaminil-(1->6)-beta-D-galaktozil-(1->4)--acetil-beta--glukozaminil-(1->3)-beta--galaktozil-(1->4)-beta--glukozil-(1<->1)-keramid
Za rad ovog enzima je neophodan Mn2+.

## Literatura
- Nicholas C. Price; Lewis Stevens (1999). Fundamentals of Enzymology: The Cell and Molecular Biology of Catalytic Proteins (Third изд.). USA: Oxford University Press. ISBN 019850229X.
- Eric J. Toone (2006). Advances in Enzymology and Related Areas of Molecular Biology, Protein Evolution (Volume 75 изд.). Wiley-Interscience. ISBN 0471205036.
- Branden C; Tooze J. Introduction to Protein Structure. New York, NY: Garland Publishing. ISBN 0-8153-2305-0.
- Irwin H. Segel. Enzyme Kinetics: Behavior and Analysis of Rapid Equilibrium and Steady-State Enzyme Systems (Book 44 изд.). Wiley Classics Library. ISBN 0471303097.
- William P. Jencks (1987). Catalysis in Chemistry and Enzymology. Dover Publications. ISBN 0486654605.

## Spoljašnje veze
- Galactosyl-N-acetylglucosaminylgalactosylglucosyl-ceramide+beta-1,6-N-acetylglucosaminyltransferase на 